# Crambe feuilleei
Crambe feuilleei là một loài thực vật có hoa trong họ Cải. Loài này được A.Santos ex Prina & Mart.-Laborde mô tả khoa học đầu tiên năm 2008.